# 몬테크리스티주

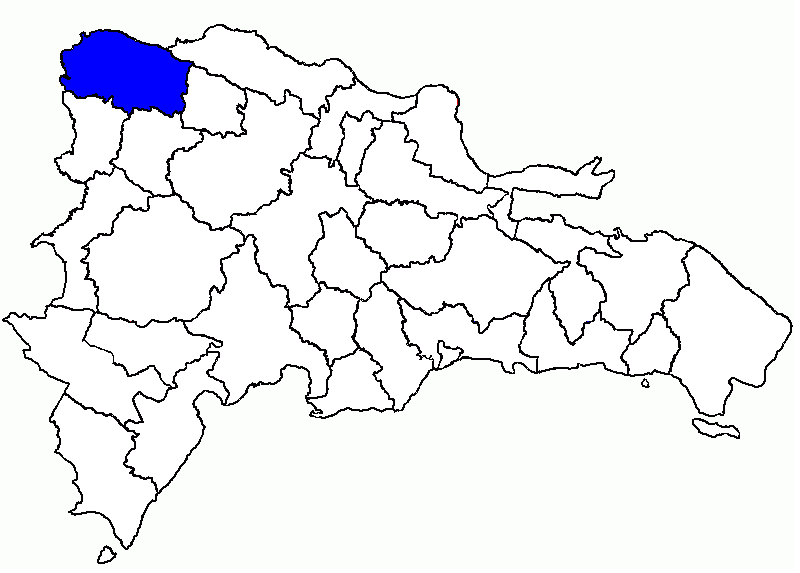
몬테크리스티 주의 위치

몬테크리스티주(스페인어: Monte Cristi)는 도미니카 공화국 북서부에 위치한 주로 주도는 몬테크리스티이며 면적은 1,924.35km2, 인구는 150,833명(2014년 기준)이다. 1879년에 신설되었다.
동쪽으로는 푸에르토플라타 주와 발베르데 주, 남쪽으로는 산티아고로드리게스 주와 다하본 주, 서쪽으로는 아이티, 북쪽으로는 대서양과 접한다. 6개 지방 자치체와 4개 지구를 관할한다.